# Tatiana Grigorovici

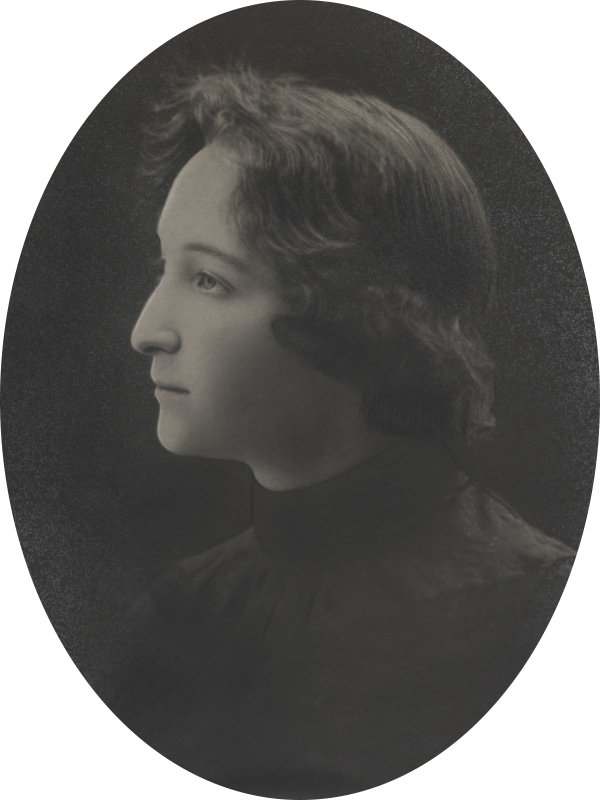
Tatiana Grigorovici (1905)

Tatiana Grigorovici, geborene Pistermann, (* 31. März 1877 in Kamenetz; † 25. September 1952) war eine marxistische Ökonomin aus der Schule des Austromarxismus.

## Herkunft und Jugend
Geboren 1877 als 14. Kind einer wohlhabenden jüdischen Kaufmannsfamilie in Kamenetz, war Tatiana Pistermann eine der wenigen Frauen ihrer Generation, die ein Universitätsstudium absolvieren konnten. In Wien und Bern widmete sie sich dem Studium der Philosophie und Nationalökonomie und entdeckte ihre Faszination für den Marxismus, insbesondere für die ökonomischen Schriften und das Marxsche Kapital.
Tatiana Pistermann studierte gemeinsam mit später zu Weltruhm aufgestiegenen sozialistischen Theoretikern wie Rudolf Hilferding, Otto Bauer, Max Adler und Karl Renner, mit denen sie sich intensiv austauschte. Sie war die einzige Frau dieses intellektuellen Netzwerkes, das später als Austromarxismus bekannt wurde. In sozialistischen Studentenzirkeln lernte Tatiana Pisterman auch Gheorghe Grigorovici (1871–1950) kennen, einen rumänischen Medizinstudenten und aktiven Sozialisten. Die beiden wurden ein Paar und heirateten 1903.

## Wissenschaftliche Leistungen
In ihrer 1906 am Lehrstuhl für Wirtschaftswissenschaften der Berner Universität verteidigten Dissertation, die 1908 erstmals publiziert wurde, setzte sich Tatiana Grigorovici mit der marxistischen Arbeitswerttheorie auseinander. Sie widmete sich besonders den Unterschieden zwischen dem Wertbegriff von Karl Marx und Ferdinand Lassalle. Grigorovici beteiligte sich damit an einer damals intensiv geführten Diskussion um die Interpretation des Kapitals und klärte den Marxschen Begriff von „gesellschaftlich notwendiger Arbeit“ gegenüber damals populären lassalleanischen Interpretationen. Durch diese Klärung des Wertbegriffs positionierte sie sich auch in der Debatte um die Grenznutzentheorie von bürgerlichen Ökonomien wie Eugen Böhm-Bawerk. Grigorovici verteidigte die Marxsche, an Produktion und Arbeitswert orientierte Wertlehre gegen am Gebrauchswert ansetzende Theorien, wonach Preis und Wert sich nicht an der Produktion, sondern einzig am Nutzen für den Käufer orientieren.
Ihre Dissertation wurde 1910 ein zweites Mal in der von Rudolf Hilferding herausgegebenen Reihe Marx-Studien neu aufgelegt und seinerzeit viel beachtet; im Zuge eines erneuten Interesses an Marxscher Werttheorie folgte 1971 ein Nachdruck des schwer erhältlichen Werkes.

## Politisches Engagement und Beruf
Tatiana Grigorovici lehnte nach der Dissertation das Angebot einer Dozentur an der Universität Bern ab, um sich gemeinsam mit ihrem Mann in der österreichischen Sozialdemokratie zu engagieren. Sie wirkte in Bildungsvereinen, publizierte in der von der Sozialdemokratischen Arbeiterpartei der Bukowina herausgegebenen Zeitschrift Der Klassenkampf, schrieb Einführungen in den wissenschaftlichen Sozialismus und übersetzte Karl Kautskys Schrift Thomas More und seine Utopie erstmals ins Rumänische.
Nach dem Zerfall der Habsburgermonarchie und der Bildung des unabhängigen rumänischen Staates arbeitete Tatiana Grigorovici in den 1920er Jahren als Direktorin einer Versicherung, später als kaufmännische Direktorin einer Frauenklinik. Zusätzlich engagierte sie sich ab 1921 in Olănești in einem austromarxistischen Arbeitskreis. Ihr Mann Gheorghe engagierte sich für den Zusammenschluss der sozialistischen Parteien Rumäniens und wurde Senator.
1936 siedelte sie mit ihrer Familie nach Bukarest über, um ihrem Son Radu Grigorovici seine akademische Karriere als Physiker zu erleichtern. Die Familie überlebte den Zweiten Weltkrieg und den Holocaust, Radu Grigorovici wurde wegen seiner jüdischen Herkunft während der deutschen Besatzung ab 1941 zur Zwangsarbeit gezwungen.

## Dissidenz in Rumänien nach 1945
Das Ehepaar Grigorovici geriet wegen ihres Festhaltens an der austromarxistischen Interpretation des Sozialismus in Konflikt mit den stalinistischen Machthabern im Nachkriegsrumänien. Gheorghe wurde 1949 von der Geheimpolizei Securitate verhaftet und starb 1950 in der Haft, eine Intervention Tatianas beim damaligen Arbeitsminister Lothar Rădăceanu zur Umwandlung der Haft in Hausarrest war gescheitert. Verbittert schrieb Tatiana Grigorovici daraufhin an Rădăceanu: 

„GG starb mit 79 Jahren in der Epoche der Diktatur des Proletariats. Ich schlage Dir vor Selbstkritik zu üben u. auf objektive Weise festzustellen, ob G. Grigorovici dieses tragische Schicksal verdient hat u. wer von Euch beiden die Ideale verraten hat.“

Die letzten zwei Jahre ihres Lebens verbrachte Tatiana Grigorovici in ständiger Angst vor Verhaftung. Im Juli 1950 schrieb sie ein politisches Testament, in dem sie sich vorsorglich von möglichen erpressten Geständnissen distanzierte, wie sie in anderen Fällen in Schauprozessen verwendet wurden. Am 25. September 1952 wählte Tatiana Grigorovici den Freitod, um der befürchteten Inhaftierung zu entgehen.

## Schriften
- Tatiana Grigorovici: Die Wertlehre bei Marx und Lassalle. Beitrag zur Geschichte eines wissenschaftlichen Missverständnisses. Bern Phil. Diss. 1907–08 (zunächst Selbstverlag, Wien 1908; zweite Auflage als 3. Band der von Rudolf Hilferding und Max Adler herausgegebenen Reihe Marx-Studien, Wien 1910; Reprint dieser Edition Glashütten im Taunus 1971).